# Vestmannaeyjar

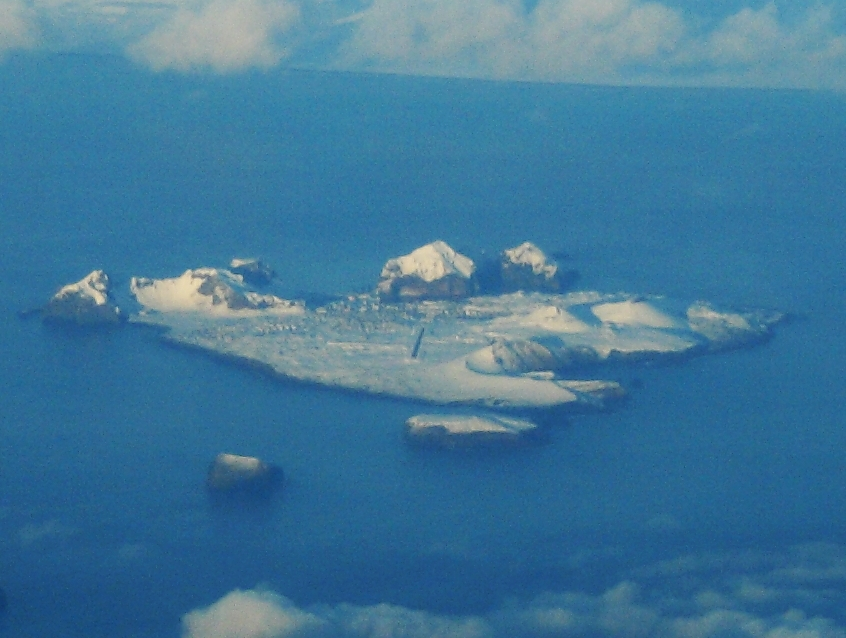
Vista aèria d'Heimaey

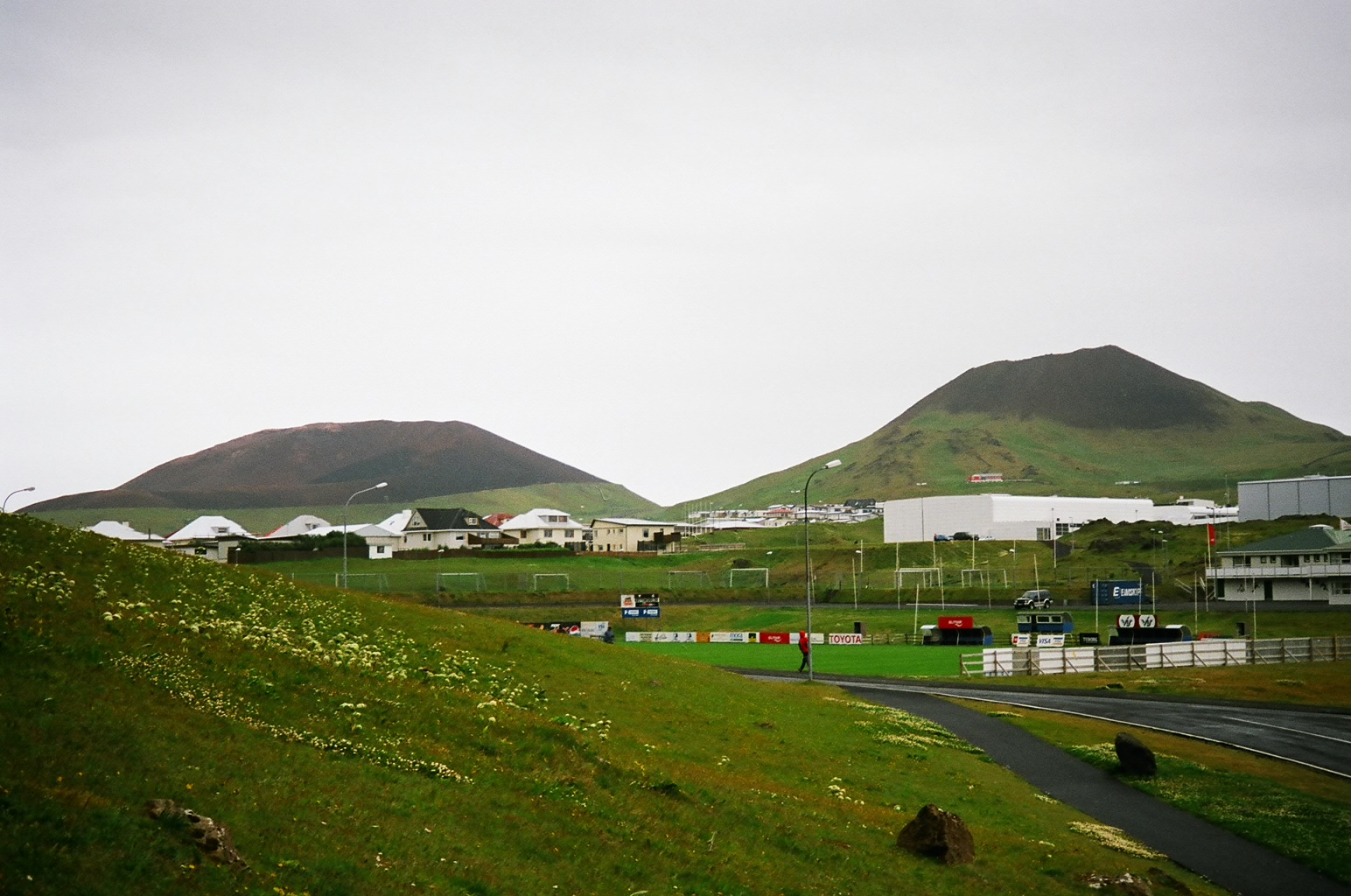
Vista des d'Heimaey dels volcans Helgafell (a la dreta) i Eldfell a l'esquerra

Vestmannaeyjar (de l'islandès, amb el significat d''illes de les persones occidentals'), també conegudes com a illes Westman, és un petit arxipèlag a la costa sud d'Islàndia. L'illa més gran és Heimaey, amb una població de 4.036 habitants. Les altres illes estan deshabitades, però tenen algunes cabanes de caçadors. L'arxipèlag va sortir a la premsa internacional el 1973, quan la lava del volcà Eldfell va bloquejar el port de Heimaey.

## Illes
- Heimaey (13,4 km²)
- Surtsey (1,4 km²)
- Elliðaey (0,45 km²)
- Bjarnarey (0,32 km²)
- Álsey (0,25 km²)
- Suðurey (0,20 km²)
- Brandur (0,1 km²)
- Hellisey (0,1 km²)
- Súlnasker (0,03 km²)
- Geldungur (0,02 km²)
- Geirfuglasker (0,02 km²)
- les illes Hani, Hæna i Hrauney reben el nom de Smáeyjar ('illes petites')

Total: 16,3 km².

## Nom i història
Reben el nom de la captura i esclavització pels noruecs d'un irlandès (Irlanda és a l'occident de Noruega). En escandinau antic se'n deia Vestmenn, literalment "persones occidentals", paraula que s'ha mantingut en islandès, malgrat que en realitat Islàndia es troba més a l'oest que Irlanda.
El 20 de juny de 1627, les illes van ser assaltades per pirates amazics d'Algèria capitanejats per Murat Reis el Jove. 400 illencs van ser capturats i portats a Algèria.
A finals dels anys 1930 s'hi va construir el far Þrídrangaviti.
La zona és molt activa volcànicament. L'erupció del 1973 va formar una muntanya de 200 m d'altitud i va fer evacuar de manera temporal els 5.000 habitants. Anteriorment, l'erupció del 1963 va formar la nova illa de Surtsey, de la qual els científics han pogut seguir la colonització biològica.
Des del 1998 fins al 2003, a l'arxipèlag hi va viure l'orca Keiko, estrella de la pel·lícula Free Willy.

## Fills destacats
- Torfi Bryngeirsson. Atleta, campió d'Europa de salt de llargada el 1950.[1]